# Croix-Chapeau
Croix-Chapeau ist eine französische Gemeinde mit 1.377 Einwohnern (Stand: 1. Januar 2022) im Département Charente-Maritime in der Region Nouvelle-Aquitaine. Sie gehört zum Arrondissement La Rochelle, zum Kanton La Jarrie und ist Mitglied im Gemeindeverband La Rochelle Agglomération. Die Einwohner werden Cruci-Capétiens bzw. Croix-Capétiens genannt.

## Geografie
Croix-Chapeau liegt etwa zwölf Kilometer ostsüdöstlich von La Rochelle in der historischen Landschaft Aunis. Umgeben wird Croix-Chapeau von den Nachbargemeinden La Jarrie im Norden, Aigrefeuille-d’Aunis im Osten, Le Thou im Südosten, Thairé im Süden sowie Salles-sur-Mer im Nordwesten.

## Bevölkerungsentwicklung
| Jahr                      | 1962 | 1968 | 1975 | 1982 | 1990 | 1999 | 2008 | 2013 | 2019 |
| Einwohner                 | 557  | 562  | 555  | 683  | 863  | 890  | 1130 | 1228 | 1284 |
| Quelle: Cassini und INSEE |      |      |      |      |      |      |      |      |      |

## Sehenswürdigkeiten
- Kirche Notre-Dame-de-l'Annociation (siehe auch: Liste der Monuments historiques in Croix-Chapeau)

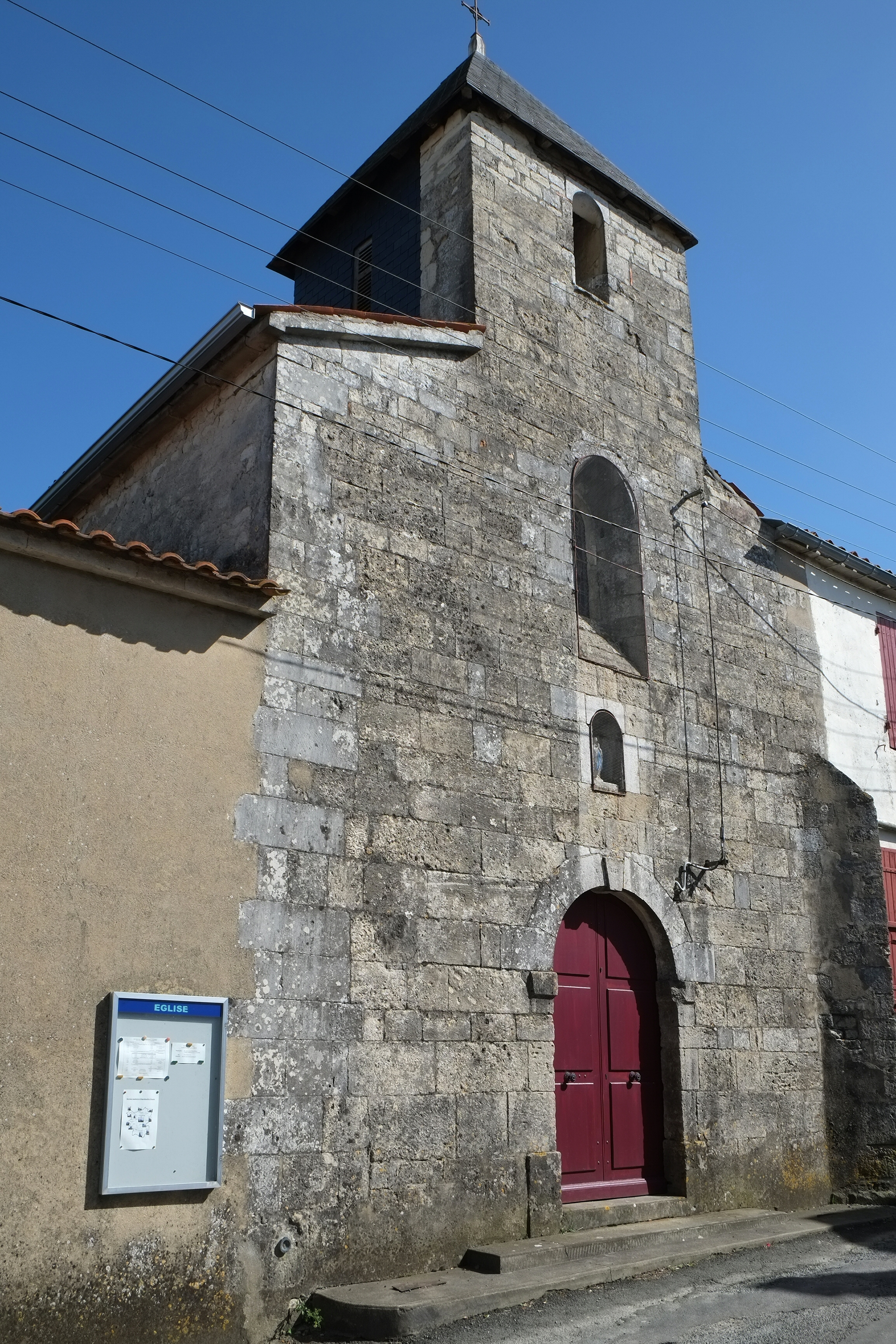
Kirche Notre-Dame-de-l'Annonciation

## Persönlichkeiten
- Pierre-Louis Binet (1765–1854), Divisionsgeneral
- Paul Henderson (* 1962), australischer Politiker (Labour Party)